# La Polla Records
La Polla Records fue una banda punk rock española originaria de Salvatierra, Álava. Activa de 1979 a 2003 y desde 2019 a 2021. Aunque con incursiones puntuales en el art punk, post-punk y power pop, se le considera una de las mayores referentes del punk rock en castellano y una de las más importantes de la historia de rock de España.

## Historia
La Polla Records se formó en 1979 en Salvatierra, provincia de Álava en el País Vasco, con Evaristo (vocalista), Fernandito en la batería, Abel en el bajo, Sumé y Txarly en las guitarras. El nombre de la banda resultó controvertido y chocante porque en España «polla» es como se le llama vulgarmente al pene.
Según Evaristo 

[...] salió porque decíamos mucho «me cago en la polla». «Récords» no sabíamos que quería decir «disco» en inglés, [...] sino que se lo pusimos en el sentido de los récords de atletismo.

Inicialmente solían tocar en garajes y bares. Actuaron por primera vez en el bar de su pueblo. En 1983 lanzaron su primer EP con solo cuatro canciones, «¿Y ahora qué?», bajo la discográfica independiente Soñua.
Poco después, en 1984 editaron un álbum más completo, de diecinueve canciones llamado «Salve»(en la grabación de este disco participa Maleguín en el bajo debido a que Abel se encontraba prestando el servicio militar obligatorio). En sus letras hacen fuertes críticas contra el fascismo, el capitalismo, el nacionalismo, el autoritarismo, el catolicismo, la política, la alienación, la moda y otros factores de la sociedad, algo que caracterizaría toda su carrera.

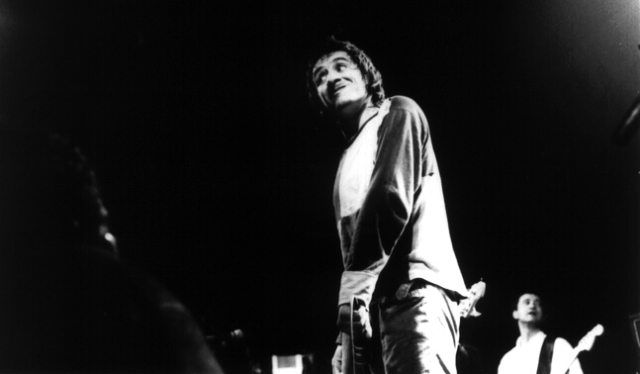
Al frente, Evaristo junto a Sumé (atrás) únicos miembros estables del grupo.

Durante los años siguientes grabaron el disco «Revolución», «No somos nada» cuya portada se ha convertido en la imagen del grupo, «Donde se habla» en 1988, «En directo» (primer disco en vivo grabado en un concierto en Lakuntza), «Ellos dicen mierda, nosotros amén» y «Los jubilados» (ambos editados en 1990), su segundo EP «Barman», «Negro» en 1992 y «Hoy es el futuro» en 1993.
En 1994, un tribunal prohibió el nombre de la banda, debido a un contencioso con un antiguo técnico de sonido expulsado del grupo que inició la demanda en 1991. LPR ignoró la sentencia al sacar con el mismo nombre el álbum «Bajo presión» en 1994, un título muy significativo por lo que estaba pasando en torno al grupo. Finalmente, en 1996 cambiaron el nombre, dejando únicamente «La Polla» en el álbum «Carne pa' la picadora» de 1996.
Posteriormente lanzaron el segundo álbum en vivo titulado «La Polla en tu recto» en 1998. En 1999 conmemoraron los veinte años de LPR grabando «Toda la puta vida igual». A partir del año 2000 Txarly deja la banda siendo sustituido por Jokin de M.C.D., con el que graban «Bocas», publicado en 2001.
Durante la gira de 2002, Fernandito murió el 3 de septiembre, a causa de un ataque cardíaco. LPR canceló todos sus conciertos y giras. Después de la pérdida de Fernandito, reclutaron al baterista Tripi y sacaron su último álbum, como bien indica su título: «El último (el) de la Polla», poniendo fin a veinticuatro años de carrera en 2003.
Tras disolverse la banda, Evaristo publicó un libro llamado «Por los hijos lo que sea» en el que narra relatos, historias o anécdotas que tienen el mismo propósito que sus letras, continuando también su carrera musical en grupos como The Kagas, The Meas y posteriormente con Gatillazo, su banda estable desde entonces.
El grupo no fue aficionado a las promociones ni a las grabaciones en vídeo. Durante su dilatada carrera realizaron pocos videoclips. Su historia ha dejado un total de 226 canciones, de las cuales dos jamás fueron editadas en estudio (así como tampoco aparecen en ninguno de sus tres discos en vivo oficiales, aunque sí aparecen en algunos piratas). Dichas canciones son «Tú serás nuestro dios» (canción que iba a salir en el primer LP de la banda, «Salve», pero finalmente no fue así) y «Gilimetal».[cita requerida]
En febrero de 2019, anunciaron su vuelta a los escenarios, en un principio como una reunión puntual del grupo, pero sin descartar su continuación. Esta reunión se inició con una presentación del día 13 de marzo en el Palacio de los Deportes de la Comunidad de Madrid y continuó con una gira de cuatro grandes conciertos en Valencia, Baracaldo, Madrid y Barcelona y otros ocho en América Latina, además de la edición de un disco, Ni descanso, ni paz!, editado el 10 de mayo de 2019, con 19 canciones regrabadas de los primeros tres discos de la banda y una canción nueva, que da nombre al disco y para la cual rodaron un videoclip. De esta gira, sacaron un álbum en directo: Levántate y muere.
La Polla Records cerró la gira con un último concierto en Madrid en el Palacio de Deportes de la Comunidad de Madrid el día 28 de diciembre de 2021, tras muchos aplazamientos debido a la pandemia del COVID 19. Evaristo anunció que continuaría actuando, pero con un nuevo proyecto: Tropa do Carallo.

## Miembros
Formación actual
- Evaristo - Voz (1979-2003 / 2019-presente). Luego miembro de The Kagas, The Meas y Gatillazo
- Sumé - Guitarra rítmica (1979-2003 / 2019-presente). Luego miembro de Falta de Riego y Exprimidos. Grabó en todos los discos.
- Txiki - Guitarra solista (2003 / 2019-presente). Luego miembro de Gatillazo.
- Abel - Bajo (1979-2003 / 2019-presente). Todos los discos menos "Salve".
- Tripi - Batería (2003 / 2019-presente). Luego miembro de Gatillazo.

Miembros anteriores
- Txarly - Guitarra solista (1979-2000). Grabó desde la maqueta "Banco Vaticano" (1981) hasta "Toda la puta vida igual" (1999). Dejó el grupo por un accidente que le afectó en la audición.
- Jokin - Guitarra solista (2000-2002). Estuvo en el disco "Bocas" (2001), tras la marcha de Txarly del grupo. Exguitarrista de MCD, y posteriormente de Motorsex. Actualmente con MCD de nuevo.
- Maleguin - Bajo (1984). Grabó el álbum "Salve".
- Fernando - Batería (1979-2002). Desde el comienzo del grupo hasta el 2002, fallecido el 3 de septiembre de aquel año mientras dormía. El grupo suspendió sus actividades por un tiempo al enterarse de la noticia. Grabó desde la maqueta "Banco Vaticano" hasta el disco "Bocas".

## Discografía

### Álbumes de estudio
- Salve - 1984
- Revolución - 1985
- No somos nada - 1986
- Donde se habla - 1988
- Ellos dicen mierda, nosotros amén - 1990
- Los jubilados - 1990
- Negro - 1992
- Hoy es el futuro - 1993
- Bajo presión - 1994
- Carne para la picadora - 1996
- Toda la puta vida igual - 1999
- Bocas - 2001[5]
- El último (el) de La Polla - 2003

### Regrabaciones
- Ni descanso, ni paz! - 2019

### Maquetas y EP
- Banco Vaticano (Maqueta) - 1981
- Y ahora qué? (EP) - 1983
- Barman (EP) - 1991

### Álbumes en directo
- En directo - 1988
- En turecto - 1998
- Vamos entrando - 2005 (Grabado en el Festival Viña Rock 2003)
- Levántate y muere - 2020

### DVD
- Vamos Entrando, 2004 (Grabado en el Festival Viña Rock 2003.) Villarrobledo, Albacete.
- Levántate y muere, 2020 (Grabado durante la gira 'Ni descanso, ni paz!')

### Sencillos
- Salve (Sencillo) - 1984
- El avestruz (Sencillo) - 1988
- El perro salvaje (Sencillo) - 1988
- El gurú (Sencillo) - 1988
- Ellos dicen_mierda (Sencillo) - 1990
- Mis riñones (Sencillo) - 1990
- Negro (Sencillo) - 1992
- Hoy es el futuro (Sencillo) - 1993
- Bajo presión (Sencillo) - 1994
- Gol en el campo (Sencillo) - 1996
- La polla_en tu recto (Sencillo) - 1998
- Pastelarium (Sencillo) - 1999
- Toda la puta_vida igual (Sencillo) - 1999
- Bocas (Sencillo) - 2001
- Sampler promocional - 2002
- El último (el) de la_polla (Sencillo) - 2003

### Recopilatorios
- Volumen I - 1990
- Volumen II - 1990
- Volumen III - 1992
- Volumen IV - 1992
- 14 años de La Polla - 1996
- Y ahora qué? + Barman (Recopilación de los dos EP de la banda en un mismo disco).
- Ni descanso, ni paz! - 2019

### Otros
- Tributo a La Polla: 2003 - 29 versiones de La Polla Records por diversos grupos.
- Tributo a La Polla: 2005 - Muy Punk Latino